# Rudolf Dobermann

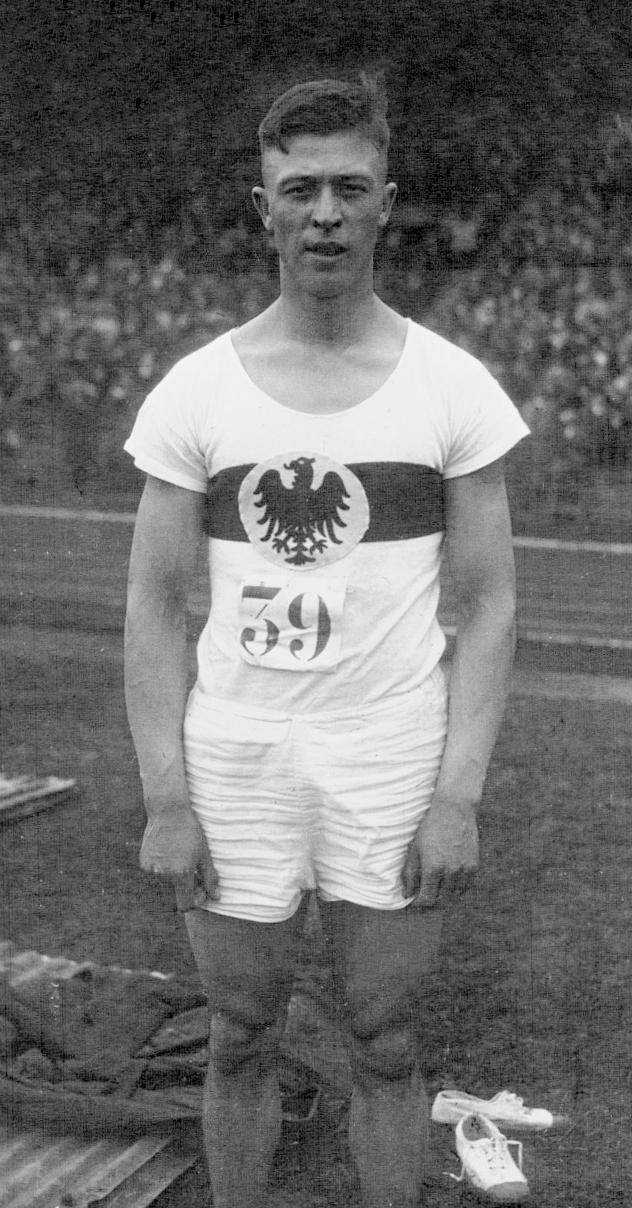
Rudolf Dobermann, 1927

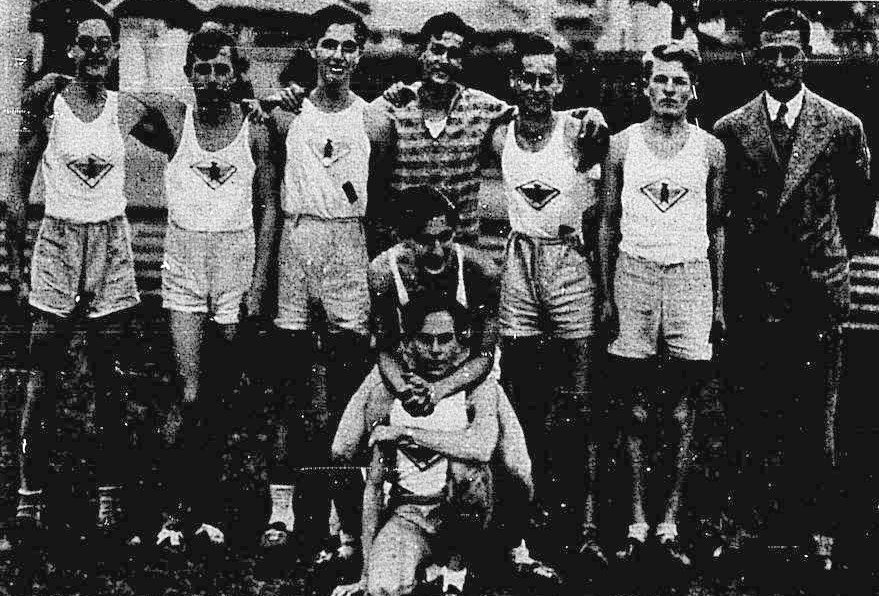
Dobermann (r) mit Sportlern der Deutschen Schule von São Paulo im Juni 1931

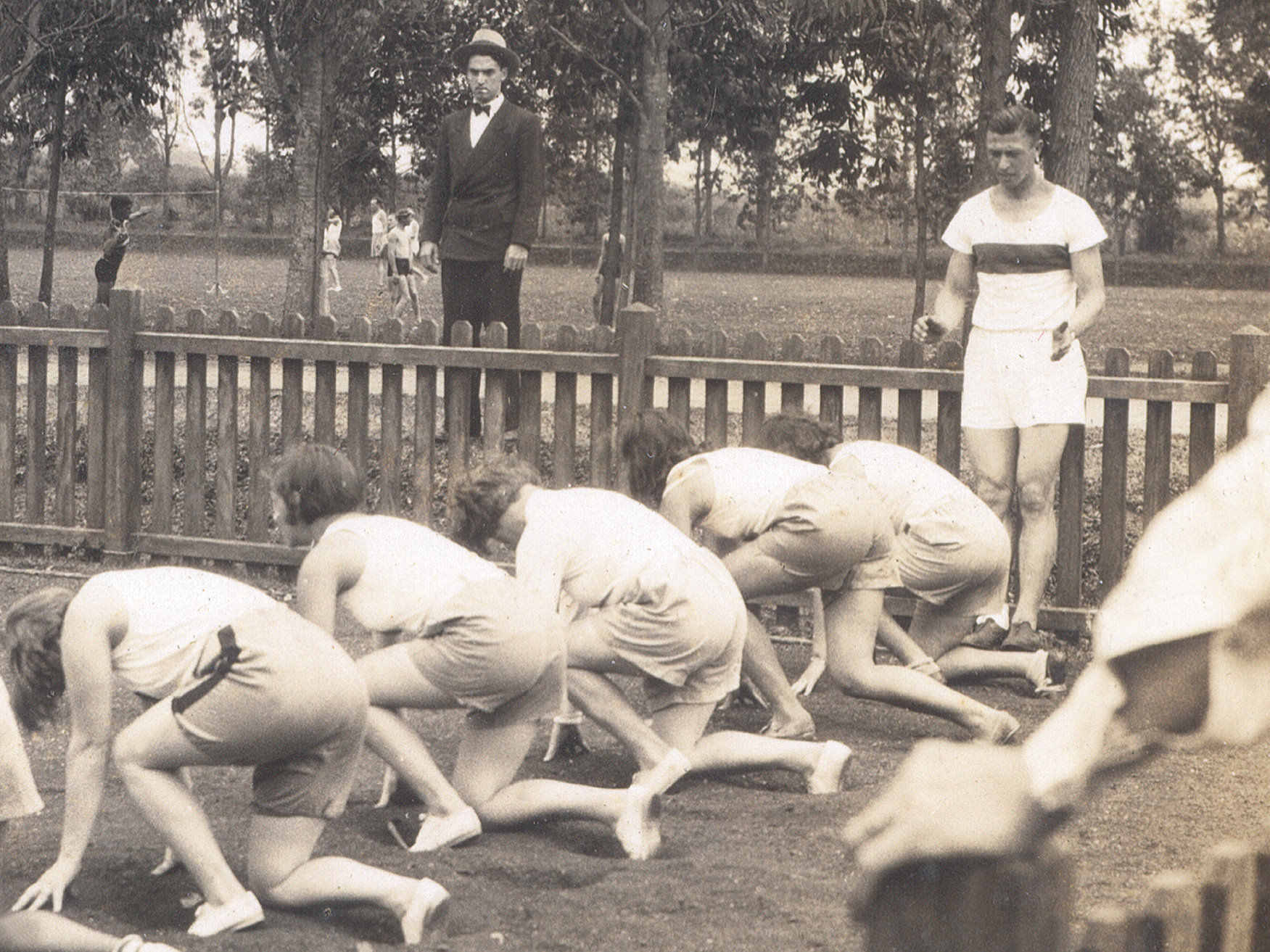
Rudolf Dobermann trainiert Frauen beim SC Germânia in São Paulo

Rudolf Dobermann (* 14. Dezember 1902 in Iserlohn; † 1. November 1979 in São Paulo, Brasilien) war ein deutscher Leichtathlet.
Der 1,81 m große und 72 kg schwere Dobermann startete für den SC Marienburg in Köln. Er war in der zweiten Hälfte der 1920er Jahre vor allem im Weitsprung erfolgreich, als er dreimal deutscher und einmal englischer Meister wurde. Von 1928 bis 1933 hielt er auch die europäische Bestleistung. Im Jahre 1928 nahm er an den Olympischen Spielen teil. Ab 1930 wirkte er als Trainer in Brasilien.

## Karriere als Leichtathlet
Er gewann dreimal bei den Deutschen Leichtathletik-Meisterschaften
- 1925: Meister im Weitsprung mit 7,15 m
- 1926: Meister im Weitsprung mit 7,36 m (deutscher Rekord)
- 1927: Meister im Weitsprung mit 7,28 m
- 1929: Vizemeister im Weitsprung mit 7,14 m
- 1930: Dritter im Kugelstoßen mit 7,14 m

Außerdem sprang er drei deutsche Rekorde
- 7,36 m am 8. August 1926 in Leipzig. Damit verbesserte er die drei Jahre alte Bestmarke von Karl Hornberger um drei Zentimeter.
- 7,53 m am 26. Juni 1927 in Jena
- 7,64 m am 10. Juni 1928 in Jena. Gleichzeitig europäischer Rekord, der aber bereits am 16. September von Erich Köchermann eingestellt wurde. Fünf Jahre später neuer deutscher und europäischer Rekord von Luz Long mit 7,65 m. (Europäische Rekorde zwischen 1901 und 1936 nicht ratifiziert.)

Teilnahme an den Meisterschaften der Amateur Athletic Association of England
Die jährlichen Wettbewerbe der Meisterschaften der Amateur Athletic Association of England waren auch für Ausländer offen und hatten deswegen großes Prestige. Dobermann platzierte sich zweimal im Weitsprung:
- 1927 in London im Stadion an der Stamford Bridge: 1. Platz mit 7,31 Meter
- 1928 in London im Stadion an der Stamford Bridge: 2. Platz mit 7,17 Meter

Obwohl Dobermann im Jahr 1928 seinen Meistertitel nicht hatte verteidigen können, räumte man ihm als Rekordhalter bei den Olympischen Spielen in Amsterdam gute Chancen ein. Er konnte die Erwartungen jedoch nicht erfüllen. Während Willi Meier und Erich Köchermann mit Sprüngen über 7,39 m bzw. 7,35 m in das Finale der besten sechs einzogen, übertraf Rudolf Dobermann nicht einmal die 7-Meter-Marke und blieb mit 6,91 m sogar noch acht Zentimeter unter der Weite des vierten deutschen Teilnehmers Helmut Schlöske. Damit kam er unter 41 Springern auf Platz 18 (es siegte der US-Amerikaner Ed Hamm mit 7,73 m).
Seine persönliche Bestleistung im Kugelstoßen stellte er im Juni 1930 in Düren mit einer Weite von 14,80 Metern auf. Seine Bestleistung im 100-Meter-Sprint, die er im September 1926 in Höhr aufstellte, betrug 10,7 Sekunden.

## Weiteres Wirken in Brasilien
Im Juli 1930 wurde Dobermann vom brasilianischen Verband für drei Jahre als Trainer verpflichtet. Am 10. Oktober machte er sich mit dem Dampfschiff Cap Arcona auf den Weg. Zunächst war er in São Paulo Teil des Stabs zur Vorbereitung der Leichtathleten des Staates auf die Lateinamerikanischen Meisterschaften im April 1931 in Buenos Aires. Kurz nach seiner Ankunft stieß er im Training die Kugel auf 14,41 Meter, mehr als einen Meter weiter als der südamerikanische Rekord. Da er allerdings als bezahlter Trainer seiner Amateureigenschaft verlustig war, war es nichts mit einem weiteren Rekord für Dobermann. Mit der deutschen Schule (Escola Allemã) gewann er im Juni 1931 die die Staatsmeisterschaft der Oberschulen (Campeonato Collegial de Athletismo). Von 1931 bis 1935 war er Leiter der Leichtathletikabteilung des SC Germânia, dem heutigen EC Pinheiros. Ab 1934 arbeitete er für den nationalen Verband, die Confederação Brasileira de Desportos. Später betätigte er sich als Kaufmann.
Am 1. November 1979 verstarb der bereits von seiner Frau Edwiges (geb. Putz) verwitwete Rudolf Dobermann in São Paulo im Alter von 76 Jahren. Er hinterließ seinen Sohn Fred (1937–2018), der in seiner Jugend ein guter Schwimmer war, die Tochter Helma Rita und mehrere Enkel. Er wurde auf dem Friedhof des Viertels Vila Nova Cachoeirinha beigesetzt.